# 争取复兴联盟/桑卡拉主义党
争取复兴联盟/桑卡拉主义党（法語：Union pour la renaissance/Parti sankariste，缩写为UNIR/PS）是布基纳法索的一个左翼政党。该党成立于2000年。该党的意识形态是桑卡拉主义、社会主义。该党的主席是贝尼文德·斯坦尼斯拉斯·桑卡拉。